# Learjet 85
De Learjet 85 is  de naam van een middelgrote privéjet die sinds 2007 werd ontwikkeld door Bombardier Aerospace. Het toestel heeft als doel een alternatief te bieden voor de "te grote" en dure super midsize modellen als de Bombardier Challenger 300 en de "te kleine" midsize modellen  als de eigen Learjet 60n.

## Geschiedenis
De ontwikkeling van de Learjet 85 werd op 30 oktober 2007 bekendgemaakt. Het is Bombardiers en Learjets eerste vliegtuig met een composietstructuur. De productie vindt ook grotendeels plaats in Querétaro in Mexico, een land waar Bombardier voorheen niet actief was. Delen van de vleugels — die overigens werden overgenomen van de Bombardier CSeries — worden in Noord-Ierland gemaakt.
De Learjet 85 krijgt een geheel nieuw avionicasysteem mee: de Pro Line Fusion Suite van Rockwell Collins. De motoren komen opnieuw van Pratt & Whitney Canada en leveren bij een lager verbruik betere prestaties. De 85 heeft een vliegbereik van zo'n 5500 kilometer, ruim een derde meer dan eerdere modellen van de fabrikant.
Op 9 april 2014 vond de eerste testvlucht plaats.
Op 15 januari 2015 kondigde Bombardier aan zijn zakenjetproject Learjet 85 te schrappen, wat 1000 mensen hun baan zou kosten.